# Muraena melanotis
Muraena melanotis är en fiskart som först beskrevs av Kaup, 1860.  Muraena melanotis ingår i släktet Muraena och familjen Muraenidae. Inga underarter finns listade i Catalogue of Life.